# Hiroyuki Usui
Hiroyuki Usui (碓井 博行, Usui Hiroyuki, né le 4 août 1953 au Japon) est un ancien joueur et aujourd'hui entraîneur de football japonais.

## Biographie
Usui a joué en tout 31 fois avec l'équipe du Japon de football entre 1974 et 1984.

## Palmarès
- Meilleur buteur de la J. League : 1980, 1982